# 克莉絲緹娜·凱爾伯
克莉絲緹娜·凱爾伯（瑞典語：Christina Källberg，2000年4月1日—）是一名瑞典女子乒乓球運動員。她曾參加2020年夏季奧林匹克運動會，在女子单打第一轮遭葡萄牙选手邵杰妮淘汰，获得第49名。

## 外部連結
- 克莉絲緹娜·凱爾伯在Olympedia（英语）
- 克莉絲緹娜·凱爾伯在Swedish Olympic Committee（瑞典语）